# Муркок, Майкл
Майкл Джон Муркок (англ. Michael John Moorcock; 18 декабря 1939 года) — английский писатель-фантаст «новой волны НФ». Придумал термин «Мультивселенная» и Вечного Воителя (Вечный Герой, Вечный победитель). Также состоял в рок-группах.
Муркок включает в свои книги понятие множественности миров, бесконечности воплощений и повторяемости Судьбы. Все герои Муркока — Корум, Хокмун, Эрикезе, Элрик — являются разными инкарнациями одного Вечного Воителя.
Каждый из этих героев Муркока имеет возлюбленную и верного друга, сражается особым, ему одному предназначенным оружием (воплощение Вечного Меча Вечного Воителя), и обладает какой-либо физической особенностью, резко отличающей его от других и придающей ему оттенок обречённости. Вечный воитель это не всегда человек. Принц Корум, например, последний представитель истреблённой древней расы Вадхагов и по этой причине имеет глаза с жёлтыми зрачками и ярко-красной радужкой, принц Элрик (также последний из расы Мельнибонийцев) — альбинос, и т. д.

## Биография
Майкл Джон Муркок родился 18 декабря 1939 года в городе Митчеме, но с детских лет и до 1993 года (когда переехал по семейным обстоятельствам в США) жил в Лондоне. Автор многих книг, написанных в самых разных фантастических «жанрах»: от героического фэнтези и научной фантастики до постмодернизма. Большая часть всего написанного Муркоком входит в один грандиозный цикл о Вечном Воителе. Лауреат нескольких литературных премий, в том числе — «Небьюлы» (за повесть «Се человек»). Роман Муркока «Буреносец» включен в список 50 лучших фантастических книг за последние 50 лет.
Как рок-музыкант и поэт сотрудничал с исполнителями психоделического рока 1970-х годов Hawkwind и другими группами.
В 2008 году Муркок награждён премией Небьюла — Грандмастер. В 2009 году объявил, что напишет роман в сеттинге культового британского телесериала «Доктор Кто». Роман вышел в 2010 году под названием «Доктор Кто: Приход Террафилов».

## Музыка
Майкл Муркок участвовал в нескольких музыкальных проектах как автор текстов, музыкант и вокалист.
- Blue Öyster Cult (США). Муркок написал три песни для этой группы: «The Great Sun Jester» («Великий солнечный шут»), посвящённая погибшему от наркотиков другу Майкла — Биллу Батлеру, имеющая явные аллюзии к Огненному Шуту, персонажу романов «Ветры Лимбо» (1969) и «Преображение Мисс Мэвис Минг» (1977), и вошедшая в альбом «Mirrors» (1979); «Black Blade» («Чёрный клинок») с альбома «Cultosaurus Erectus» (1980); и «Veteran of a Thousand Psychic Wars» («Ветеран тысячи психических войн») с альбома «Fire of Unknown Origin» (1981), по которой неизвестными авторами сделан клип-презентация с использованием картин, написанных по мотивам творчества Муркока.
- Hawkwind (Великобритания). Участие Муркока в этом проекте огромно. Во-первых, он являлся постоянным вдохновителем для любителя фантастики Роберта Калверта, вокалиста группы, и многие тексты, хотя и не связанные напрямую с его творчеством, написаны под его влиянием. Во-вторых, по мотивам творчества Муркока (и при его активном участии) записаны несколько дисков: «Warrior on the Edge of Time» («Воин на Краю времени») (1975), «The Chronicles of the Black Sword» («Хроники Чёрного меча») (1986) и двойной концертный альбом «Live Chronicles» («Живые Хроники») (1986), песни с которого стали основой видеофильма группы. В-третьих, Муркоком написано несколько текстов песен, вошедших в репертуар «Hawkwind»: «Black Corridor» («Чёрный коридор», по мотивам одноимённого произведения писателя, 1969) и «Sonic Attack» («Ултразвуковая атака») с концертного альбома «Space Ritual» (1993), «Psychosonia» («Психозония») и «Coded Languages» («Тайные языки») с альбома «Sonic Attack» (1980) и др. В-четвёртых, временами Муркок заменял Роберта Калверта на вокале, а также участвовал в выступлениях группы как музыкант. Наконец: в одном из эпизодов романа «Лекарство от рака» (цикл о Джерри Корнелиусе, 1971) упомянуты музыканты Hawkwind, а одна из глав романа «Древо скрелингов» (цикл «Сказания об альбиносе», 2003) называется «Hawkwind» (рус. «Ястребиный ветер»).
- Michael Moorcocks Deep Fix (Великобритания). Собственный музыкальный проект Майкла Муркока. Помимо того, что он является основателем, лидером и вокалистом группы, ему принадлежит примерно половина текстов песен с единственного официального альбома — «The New Worlds Fair» (1972), в том числе песня «The Brothel in Rosenstrasse», одноимённая с романом из цикла «Хроники семьи фон Бек» (1982). Кроме того, Nomads of the Time Streams выпустили аудиокассету «Elric live at the BBC» (1995), куда вошли 8 отрывков из книг об Элрике, прочтённых Муром под музыку «The Shade Gate» группы Hawkwind с альбома «The Chronicles of the Black Sword»[14].
- Nick Turner (Великобритания). Сольный проект Ника Тёрнера, бывшего участника группы «Hawkwind». При записи альбома «Past or Future?» Муркок исполнял текст композиции «Warriors on the Edge of Time».
- Robert Calvert (Великобритания). Сольный проект Роберта Калверта, бывшего участника группы «Hawkwind». При записи альбома «Hype» Муркок играет на двенадцатиструнной гитаре, при записи альбома «Lucky Leif & The Longships» — на банджо.
- The Bellyflops (Великобритания). Эта группа собралась в 1965-м году для записи альбома, который собиралась распространять на Научно-фантастическом съезде. Муркок играл в ней вместе с некоторыми музыкантами, постоянно или временами участвовавших входивших в состав «Hawkwind».

Кроме того, по мотивам творчества Муркока написано много песен и инструментальных композиций различными рок-группами и сольными исполнителями из разных стран.
- 3 Inches of Blood (Канада). Песня «Sailor on the Seas of Fate» («Плывущий по Морям Судьбы») по мотивам одноимённого романа из Саги об Элрике, (1976), в которой фигурируют Элрик и другие персонажи Муркока, а также трилогия «Upon the Boiling Sea» («В Кипящем Море» — по одному из географических названий мира Элрика) — песни «Fear on the Bridge», «Lord of the Storm» и «Isle of Eternal Despair») с альбома «Advance and Vanquish» (2004) и мини-альбома «Upon the Boiling Sea».
- Blind Guardian (Германия). Песни «Damned for All Time» про Хокмуна и «Fast to Madness» про Элрика с альбома «Follow the Blind» (1989), «The Quest for Tanelorn» («В поисках Танелорна» — по названию последнего романа из цикла о Хокмуне, 1975) с альбома «Somewhere Far Beyond» (1992), «Imaginations from the Other Side» (упоминается Корум) с альбома «Imaginations from the Other Side» (1995), «Tanelorn (Into the Void)» с альбома «At the Edge of Time» (2010). Кроме того, одна из песен «Blind Guardian» — «Journey through the Dark» с альбома «Somewhere Far Beyond» (1992), — по признанию лидера группы Ханси, посвящается Джери-а-Конелу.
- Dark Moor (Испания). Песня «The Fall of Melnibone» («Падение Мелнибонэ») с одноимённого альбома (2000), также являющаяся бонус-треком выпущенного в Японии альбома «Hall of the Olden Dreams» и вошедшая в состав альбома «Between Light and Darkness».
- Deep Purple (Великобритания). Песня «Stormbringer» с одноимённого альбома (1974). На эту песню имеются также кавер-версии у групп Whitesnake (альбом «Live in the Shadow of the Blues»), Sandler (сборник «Пипл про To Purple»), John Norum & Glenn Hughes (сборник «Smoke on the Water — A Tribute to Deep Purple»). Кроме того, как связанная с Элриком иногда называется также песня «Perfect Strangers» с одноимённого альбома (у группы Dream Theater имеется кавер-версия). На официальном сайте группы в качестве маркера списков используется восьмиконечная Звезда Хаоса.
- Diamond Head (Великобритания). Песня «Borrowed Time» с одноимённого альбома (1982), написанная от лица Элрика, а также песня «Knight of the Swords» с альбома «Canterbury» (1983). На обложке альбома «Borrowed Time» изображён Элрик.
- Domine (Италия): творчеству Муркока посвящены альбомы «Champion Eternal» (1997), «Dragonlord» (1999), «Stormbringer Ruler» (2001).
- Magnum (Великобритания). Песня «Stormbringer», вошедшая в альбомы «Vintage» (2002) и «Kingdom of Madness».
- Mekong Delta (Германия). Песня «Heros Grief» с альбома «Mekong Delta» (1987), посвящённая Элрику.
- Panacea (Германия). Песня «Stormbringer» с альбома «Low Profile Darkness».
- Summoning (Австрия). Песня «Ashen Cold» с альбома «Let Mortal Heroes Sing Your Fame» (2001).
- Tygers of Pan Tang (Великобритания). Песня «Fireclown» («Огненный Клоун» — второе название романа «Ветры Лимбо», 1969, и имя его главного персонажа) с альбома «Wild Cat» (1980).
- Борис Гребенщиков и Аквариум (Россия). Официально подтверждена связь с Муркоком только одной песни — «Миша из Города Скрипящих Статуй» (по названию Города Кричащих Статуй — столицы Пан-Танга) с альбома «Треугольник» (1981). Борис Гребенщиков признаётся также в связи с творчеством Муркока альбома «Гиперборея», а также в косвенном влиянии на многие другие песни. Некоторые[какие?] исследователи полагают, что, помимо явных христианских аллюзий, название альбома «Песни Рыбака» может быть связано с блуждающим богом-рыбаком Ринном из цикла о Коруме.
- Иллет (Россия). Песня «Вечный воитель» с альбома «Волчье солнце» (2000).
- Юрий Мелисов и Эпидемия (Россия). Песня «На краю времени» с одноимённого альбома (1999), а также рок-опера «Эльфийская рукопись» (2004) и, в частности, песня «Вечный воитель». Кроме того, песня «Жизнь в сумерках» с одноимённого альбома (2005), по признанию Юрия Мелисова, написана про Лимб.